# Naturschutzgebiet Buddenhagener Moor
Koordinaten: 54° 0′ 13,4″ N, 13° 42′ 54,5″ O

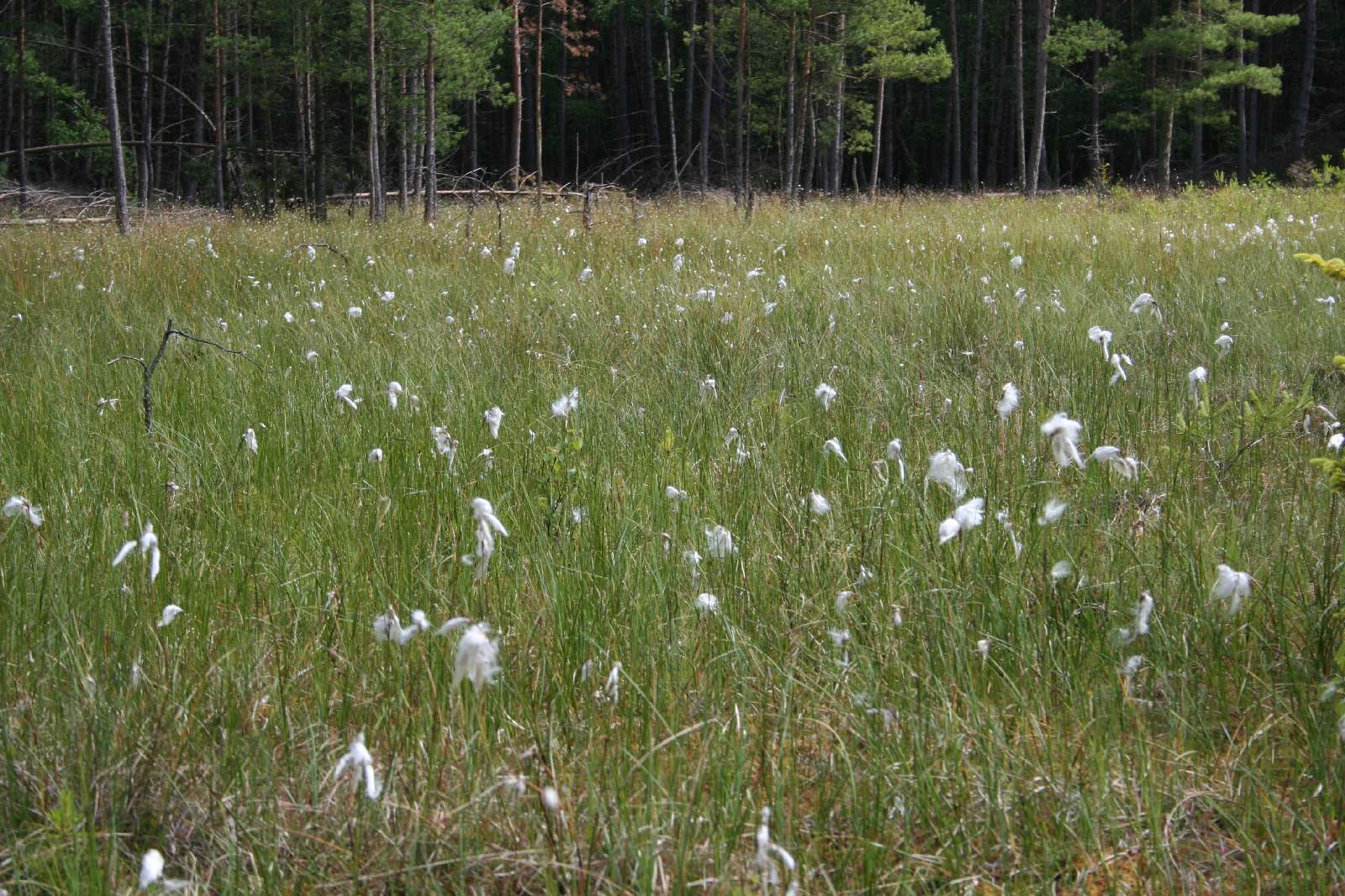
Wollgrasblüte im Hochmoorbereich

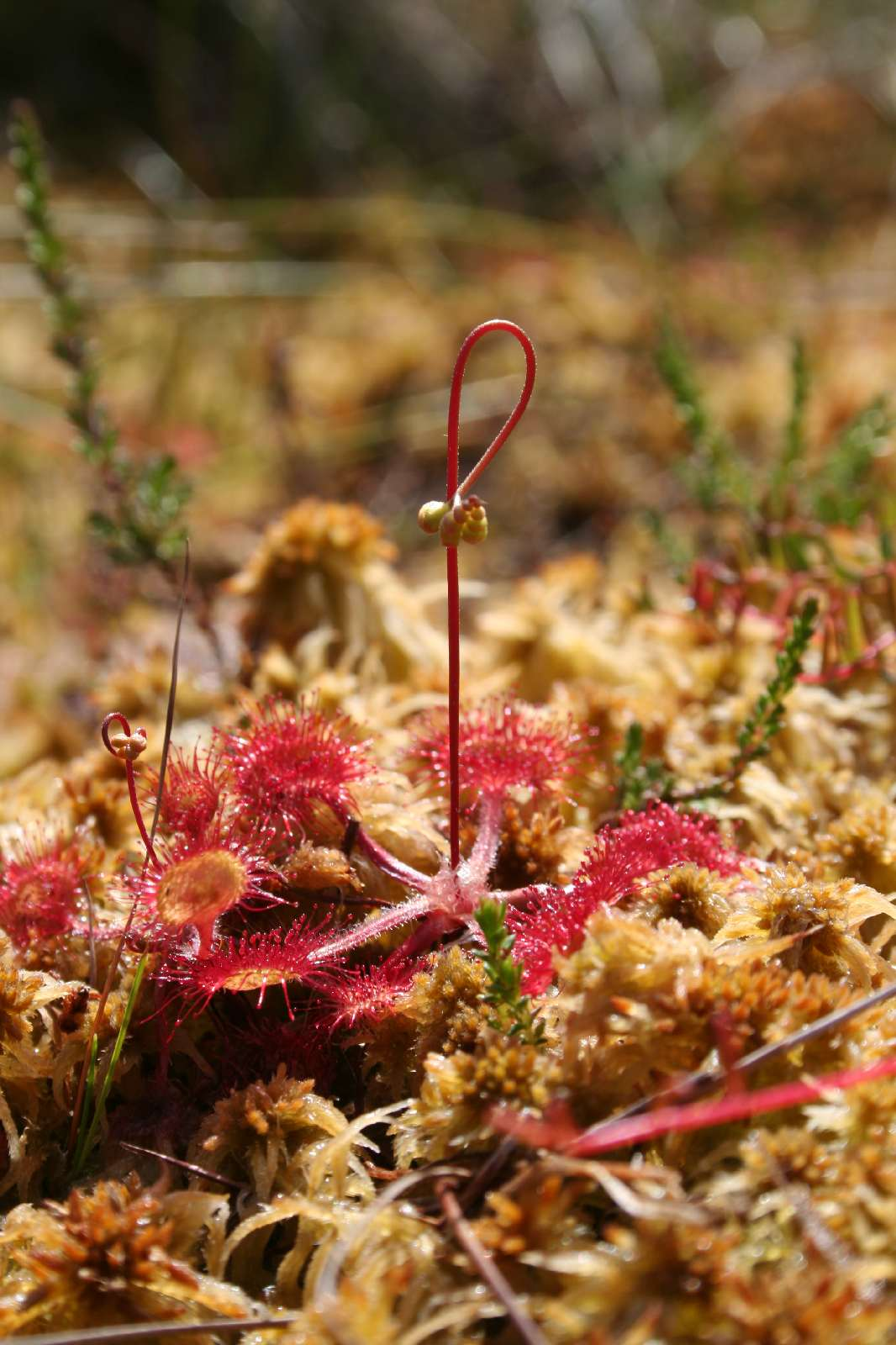
Rundblättriger Sonnentau

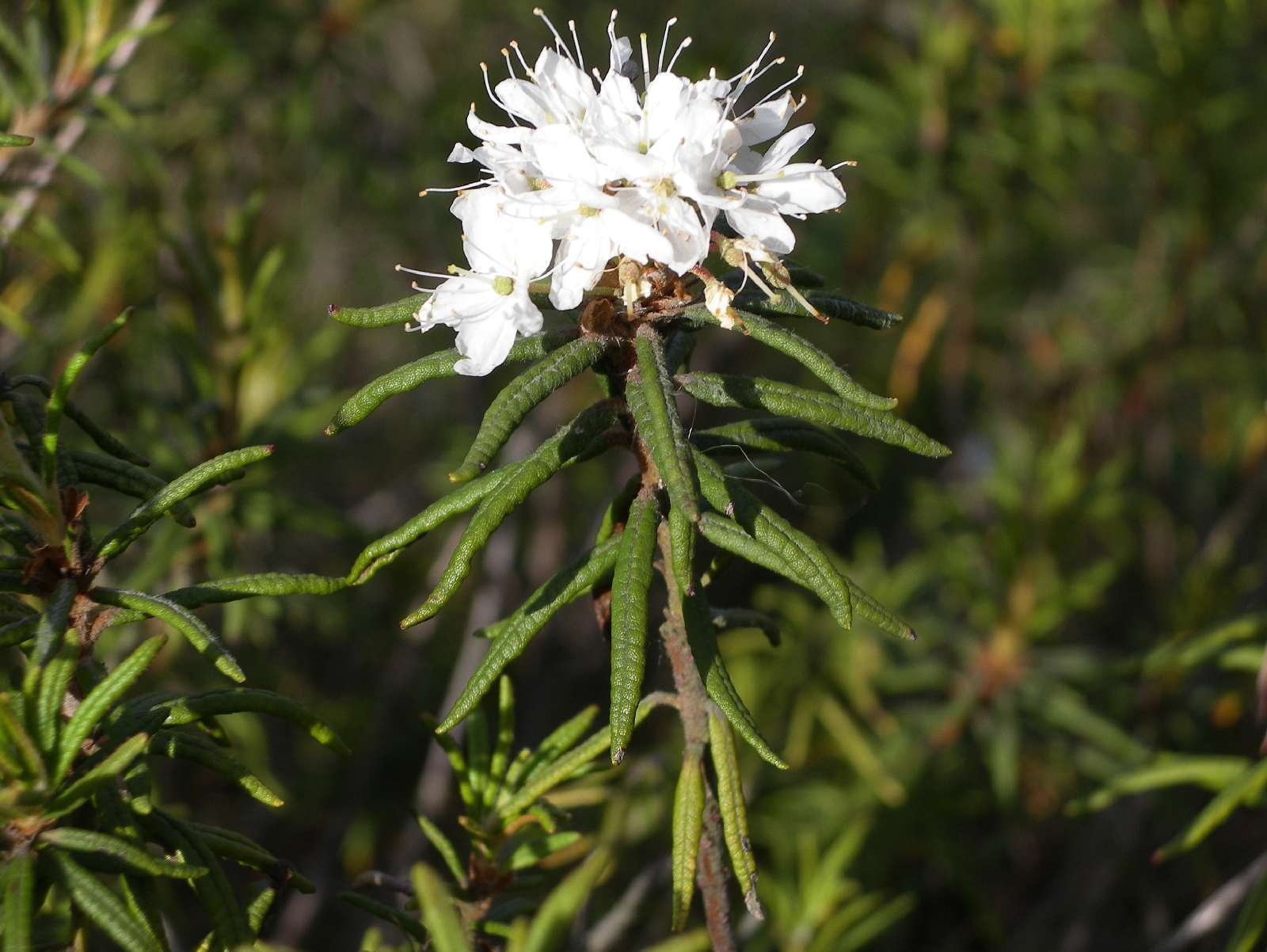
Blühender Sumpfporst

Das Naturschutzgebiet Buddenhagener Moor ist ein 111 Hektar großes Naturschutzgebiet in Mecklenburg-Vorpommern einen Kilometer östlich von Buddenhagen. Die Unterschutzstellung erfolgte am 5. November 1990. Das Schutzgebiet umfasst eine Wald- und Moorlandschaft, die aufgrund der abgeschiedenen Lage und Störungsarmut einen wertvollen Lebensraum für seltene Arten darstellt. Es ist Teil eines FFH-Gebietes, welches die Flächen auch nach EU-Recht unter Schutz stellt.
Der aktuelle Gebietszustand wird als unbefriedigend eingeschätzt, da der Wasserhaushalt der Flächen gestört ist. Im Moor herrscht Wassermangel, wobei die genauen Ursachen nicht geklärt sind und sowohl in der Entwässerung angrenzender Wiesen als auch in der in den 1960er Jahren durch das Moor verlegten Erdgasleitung begründet sein können. Seit dem Jahr 1998 liegt der südliche Teil des Schutzgebiets in privater Hand und wird naturschutzgerecht entwickelt. Im Jahr 2008 wurden dort die Flächen am Scheidegraben renaturiert. Die umliegenden Nadelholzkulturen wurden durch eine Pflanzaktion mit Laubbäumen untersetzt. Die Restmoorfläche im Naturschutzgebiet hat sich nach den Staumaßnahmen und dem Zurückdrängen der Kiefern auf mehr als das Doppelte wieder ausgedehnt.
Mehrere öffentliche Wege ermöglichen ein Betreten der Flächen. Vor Ort werden regelmäßig Führungen angeboten.

## Geschichte
Die Schutzgebietsfläche liegen eingebettet in eine Endmoränenlandschaft – die Eisrandlage der Velgaster Staffel. Unmittelbar in Richtung Westen schließt ein Sander an, der beim Abtauen des Eises auch die Endmoräne überschüttete. Eine Nutzung der Flächen in der Vergangenheit ist nur wenig belegt. Einzelne Torfstiche wurden von der ansässigen Bevölkerung angelegt. Heute werden Teile des Schutzgebietes intensiv forstwirtschaftlich genutzt.

## Pflanzen- und Tierwelt
In den flachen Torfstichen der Kesselmoore sind noch Torfmoosrasen mit Wollgras, Sonnentau, Seggen, Binsen, Schnabelried, Sumpfporst sowie Birken und Kiefern zu finden.
Hervorhebenswerte Vogelarten im Gebiet sind Kranich, Mittelspecht, Trauerschnäpper und Fichtenkreuzschnabel.